# Welcome to My World (bài hát của aespa)
"Welcome to My World" là một bài hát được thu âm bởi nhóm nhạc nữ Hàn Quốc aespa ft. Naevis. Bài hát được phát hành dưới dạng đĩa đơn mở đường cho đĩa mở rộng thứ ba My World của nhóm bởi SM Entertainment vào ngày 2 tháng 5 năm 2023.

## Bối cảnh và phát hành
Ngày 16 tháng 2 năm 2023, Lee Sung-soo đã phát hành một video dài 30 phút nói rằng: "Lee Soo-man là lý do khiến âm nhạc của aespa bị trì hoãn" và nhóm dự kiến sẽ phát hành nhạc mới vào ngày 20 tháng 2. Hơn nữa, anh nói thêm rằng Soo-man muốn bắt đầu "đưa các mô-típ bảo vệ môi trường về trồng cây và tính bền vững vào các bài hát" mà sau đó đã bị loại bỏ vì chúng "không phù hợp với thế giới của aespa" và khiến nhóm "khó chịu". Ngày 16 tháng 3, SM Entertainment thông báo rằng aespa sẽ phát hành đĩa hát vào đầu tháng 5. Ngày 17 tháng 4, có thông báo rằng đĩa mở rộng thứ ba của nhóm mang tên My World, bao gồm sáu bài hát, sẽ được phát hành vào ngày 8 tháng 5. Cũng có thông báo rằng "Welcome to My World" sẽ được phát hành trước vào ngày 2 tháng 5. Ngày 26 tháng 4, có thông tin tiết lộ rằng Naevis, nhân vật AI trong cốt truyện SMCU của aespa, sẽ xuất hiện trong "Welcome to My World" với tư cách là một nghệ sĩ ảo. Bài hát cùng video âm nhạc đã được phát hành vào ngày 2 tháng 5.

## Sáng tác
"Welcome to My World" được viết bởi Ellie Suh (153/Joombas), Hyun Ji-won, và Danke (Lalala Studio), sáng tác và biên khúc bởi Mich Hansen, và Jacob "Ubizz" Uchorczak cùng với Celine Svanbäck và Patrizia Helander tham gia sáng tác. Bài hát được mô tả là một bài hát pop và alternative pop "mơ mộng" và "hoành tráng" được đặc trưng bởi "tiếng guitar riff và dàn nhạc" với lời bài hát về "mời gọi Naevis [và người nghe] đến với thế giới âm nhạc của aespa". "Welcome to My World" được sáng tác ở cung G trưởng, với nhịp độ 152 nhịp mỗi phút.

## Video âm nhạc
Video âm nhạc mô tả các thành viên "tham gia một chuyến đi vào rừng và kết nối với thiên nhiên" với "một luồng khí bí ẩn [theo] họ [trong suốt] hành trình của họ", sau này được tiết lộ là Naevis, "một hệ thống AI được nhân cách hóa từ [thế giới] của nhóm".

## Danh sách người thực hiện
Credit phỏng theo ghi chú trên bìa của đĩa mở rộng.

### Nơi thu âm
- SM Yellow Tail Studio – thu âm, chỉnh sửa kỹ thuật số
- Seoul Studio – thu âm
- SM Starlight Studio – chỉnh sửa kỹ thuật số
- Doobdoob Studio – chỉnh sửa kỹ thuật số
- SM Concert Hall Studio – mixing
- 821 Sound Mastering – mastering

### Cá nhân
- SM Entertainment – điều hành sản xuất
- aespa – giọng hát, giọng nền
- Ellie Suh (153/Joombas) – viết lời
- Danke (Lalala Studio) – viết lời
- Hyun Ji-won – viết lời
- Mich Hansen – soạn nhạc, biên khúc
- Jacob "Ubizz" Uchorczak – soạn nhạc, biên khúc
- Celine Svanbäck – soạn nhạc
- Patrizia Helander – soạn nhạc
- Kriz – chỉ đạo thanh nhạc, giọng nền
- Goldbranch – ghi âm dàn nhạc, sắp xếp dàn nhạc, lập trình dàn nhạc
- SM Classics Town Orchestra – dàn nhạc giao hưởng
- Moon Jung-jae – piano, ghi âm dàn nhạc
- Lee Jong-han – lập trình dàn nhạc
- Noh Min-ji – ghi âm, chỉnh sửa kỹ thuật số
- Jeong Ki-hong – thu âm
- Choi Da-in – thu âm
- Lee Chan-mi – thu âm
- Jeong Yu-ra – chỉnh sửa kỹ thuật số
- Jang Woo-young – chỉnh sửa kỹ thuật số
- Nam Koong-jin – mixing
- Kwon Nam-woo – mastering

## Bảng xếp hạng
| Bảng xếp hạng (2023) | Thứ hạng cao nhất |
| -------------------- | ----------------- |
| Hàn Quốc (Circle)    | 122               |

## Lịch sử phát hành
| Khu vực   | Ngày               | Định dạng                  | Hãng              |
| --------- | ------------------ | -------------------------- | ----------------- |
| Nhiều nơi | 2 tháng 5 năm 2023 | Digital download streaming | SM Warner Dreamus |